# Спахия
Спахия или сипах (на османски турски: سپاهی) е конник във феодалната войска на Османската империя.
Срещу службата си владее лен (откъдето получава част от феодалния наем) и e длъжен да предоставя определен брой въоръжени войници в армията на султана. Живеещите в столицата получават заплата и са част от султанската гвардия, останалите спахии по правило не получават такова възнаграждение.
Обикновено след завладяване на нови територии, султанът възнаграждава войниците с парчета земя, но те могат да ги управляват само ако участват редовно във военните походи. Един спахия не може да предаде земята си по наследство; поземленото му владение остава да се ползва от семейството му след смъртта му само в случай че негов син или друг близък родственик продължава да изпълнява същата военна служба.